# Harlequin F.C.

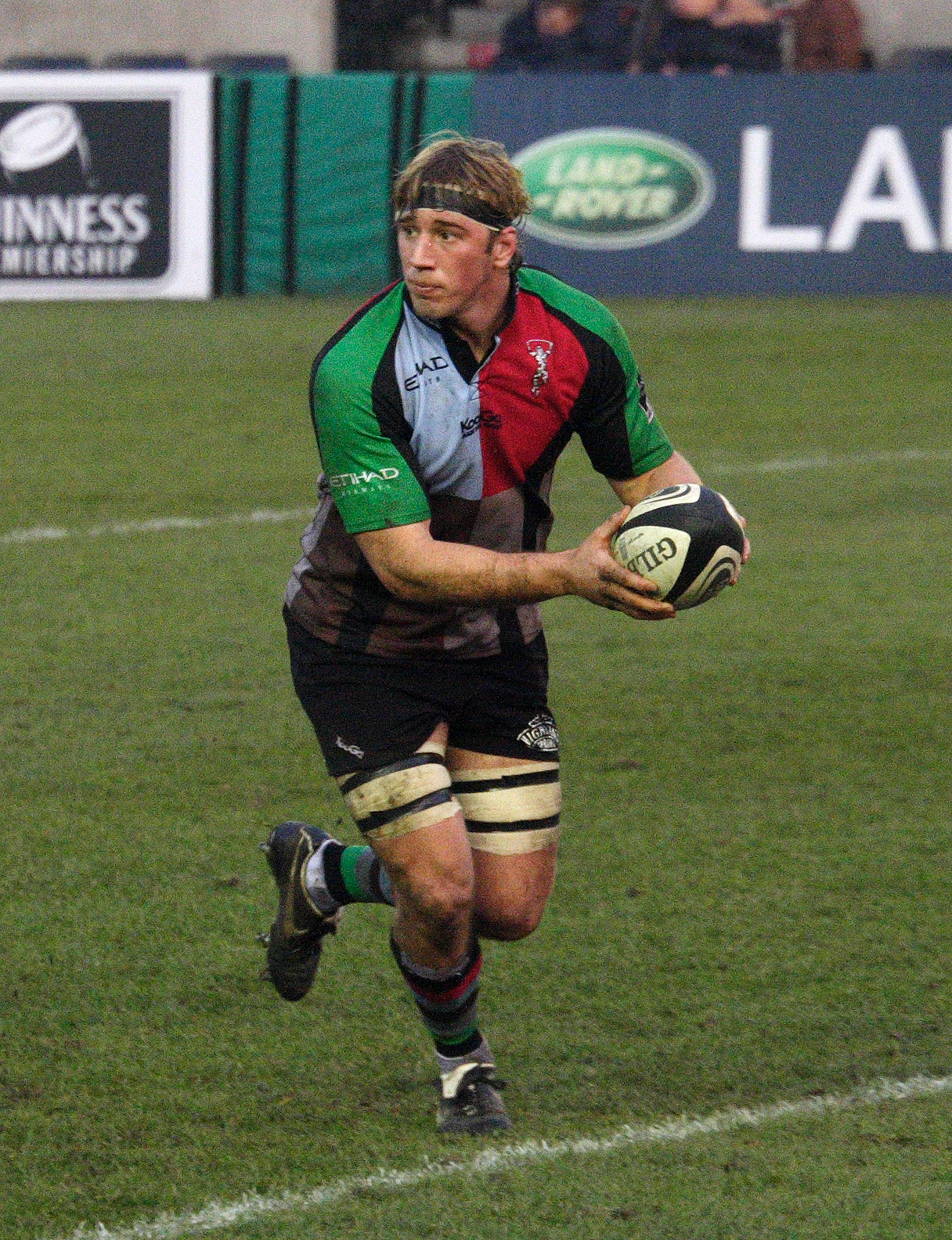
Chris Robshaw w barwach Harlequins

Harlequin F.C. – angielski klub rugby union z Londynu, rozgrywający swoje spotkania w Premiership Rugby. Klubowym stadionem jest obiekt Twickenham Stoop.

## Historia
Klub założono w 1866 roku jako Hampstead Football Club, natomiast pierwszy odnotowany pojedynek miał miejsce rok później. W 1870 roku zmieniono nazwę na Harlequin Rugby Football Club, nazwa Harlequins została wybrana aby drużyna mogła zachować anagram HFC. Zmiana nazwy była spowodowana przyjmowaniem nowych członków spoza miejscowości Hampstead. W wyniku tej decyzji doszło do rozłamu w klubie, część członków postanowiła założyć London Wasps, które przejęły dotychczasowe barwy klubowe (czarno złote), Harlequins postanowili stworzyć barwny strój obowiązujący do dziś.
W 1924 rozegrali mecz przeciwko reprezentacji Stanów Zjednoczonych, aktualnym mistrzom olimpijskim jako sparing przed olimpiada odbywającą się w Londynie. Harlequins wygrali mecz 21-11 sprawiając sporą sensację. 2 lata później udało im się sprawić inną niespodziankę pokonując reprezentację Nowej Zelandii 11-5.
W 1987 roku Harlequins znaleźli się wśród drużyn założycielskich angielskiej ligi.
W 2001 roku pokonali w finale Europejskiego Pucharu Challenge RC Narbonne (byli pierwszą brytyjską ekipą która zdobyła to trofeum), kiedy powtórzyli ten wyczyn w 2004 roku stali się pierwszym zespołem, który zdobył to trofeum dwukrotnie. Po tym sukcesie w roku 2005 spadli z najwyższej ligi rozgrywkowej, powrócili do niej po wygraniu 25 z 26 spotkań w niższej lidze już w następnym sezonie.
W 2006 zespół rugby league London Broncos zmienił nazwę na Harlequins Rugby League i występował na Twickenham Stoop do 2012 roku. Po tym czasie klub wrócił do swojej oryginalnej nazwy i zmienił stadion.
W 2009 roku klub był sprawcą skandalu Bloodgate. W trakcie ćwierćfinału Pucharu Heinekena przeciwko Leinster Rugby 12 kwietnia 2009 skrzydłowy Tom Williams upozorował uraz i rozgryzł kapsułkę ze sztuczną krwią aby na boisko mógł wejść łącznik ataku Nick Evans wykorzystując tzw. krwawą zmianę. Klub uniknął sankcji, ukarani zostali indywidualnie lekarze i działacze.
W roku 2011 klub zdobył po raz trzeci Europejskiego Pucharu Challenge, a w 2012 i 2021 zdobywał mistrzostwo Anglii.

## Stadion
Główny artykuł: Twickenham Stoop
Klub początkowo rozgrywał swoje mecze na różnych stadionach, od roku 1906 zostali zaproszeni przez RFU do korzystania z Twickenham Stadium, gdzie osiedli na stałe. W 1963 roku klub zakupił działkę znajdującą się nieopodal Twickenham Stadium, na której urządzono boisko stopniowo rozbudowywane do obecnego stadionu The Twickenham Stoop. Stadion może pomieścić 14 800 kibiców.

## Skład 2011/2012
| Poz. |               | Zawodnik          |
| ---- | ------------- | ----------------- |
| M    | Anglia        | Chris Brooker     |
| M    | Anglia        | Matt Cairns       |
| M    | Anglia        | Joe Gray          |
| F    | Anglia        | Rob Buchanan      |
| F    | Samoa         | James Johnston    |
| F    | Anglia        | Mark Lambert      |
| F    | Anglia        | Joe Marler        |
| F    | Nowa Zelandia | Tim Fairbrother   |
| F    | Nowa Zelandia | Nick Mayhew       |
| Wsp  | Anglia        | Peter Browne      |
| Wsp  | Anglia        | Ollie Kohn        |
| Wsp  | Anglia        | George Robson     |
| Wsp  | Argentyna     | Tomas Vallejos    |
| R    | Samoa         | Maurie Fa'asavalu |
| R    | Anglia        | Chris Robshaw (k) |
| R    | Anglia        | Will Skinner      |
| R    | Anglia        | Luke Wallace      |
| R    | Anglia        | Chris York        |
| WM   | Anglia        | Nick Easter       |

| Poz. |               | Zawodnik             |
| ---- | ------------- | -------------------- |
| WM   | Anglia        | Tom Guest            |
| ŁM   | Anglia        | Danny Care           |
| ŁM   | Anglia        | Karl Dickson         |
| ŁM   | Anglia        | Richard Bolt         |
| ŁA   | Anglia        | Rory Clegg           |
| ŁA   | Nowa Zelandia | Nick Evans           |
| ŁA   | Argentyna     | Benjamin Urdapilleta |
| Ś    | Anglia        | Tom Casson           |
| Ś    | Anglia        | George Lowe          |
| Ś    | Anglia        | Ollie Smith          |
| Ś    | Anglia        | Jordan Turner-Hall   |
| Ś    | Anglia        | Matt Hopper          |
| S    | Anglia        | Ugo Monye            |
| S    | Anglia        | Sam Smith            |
| S    | Anglia        | Seb Stegmann         |
| S    | Anglia        | Tom Williams         |
| O    | Anglia        | Mike Brown           |
| O    | Anglia        | Ross Chisholm        |

## Trofea
- Mistrzostwo Anglii: 
  - Mistrzostwo: 2012, 2021
- Europejski Puchar Challenge:
  - Mistrzostwo: 2001, 2004, 2011
- Puchar Anglo-Walijski:
  - Mistrzostwo: 1988, 1991, 2006